# Tamanrasset

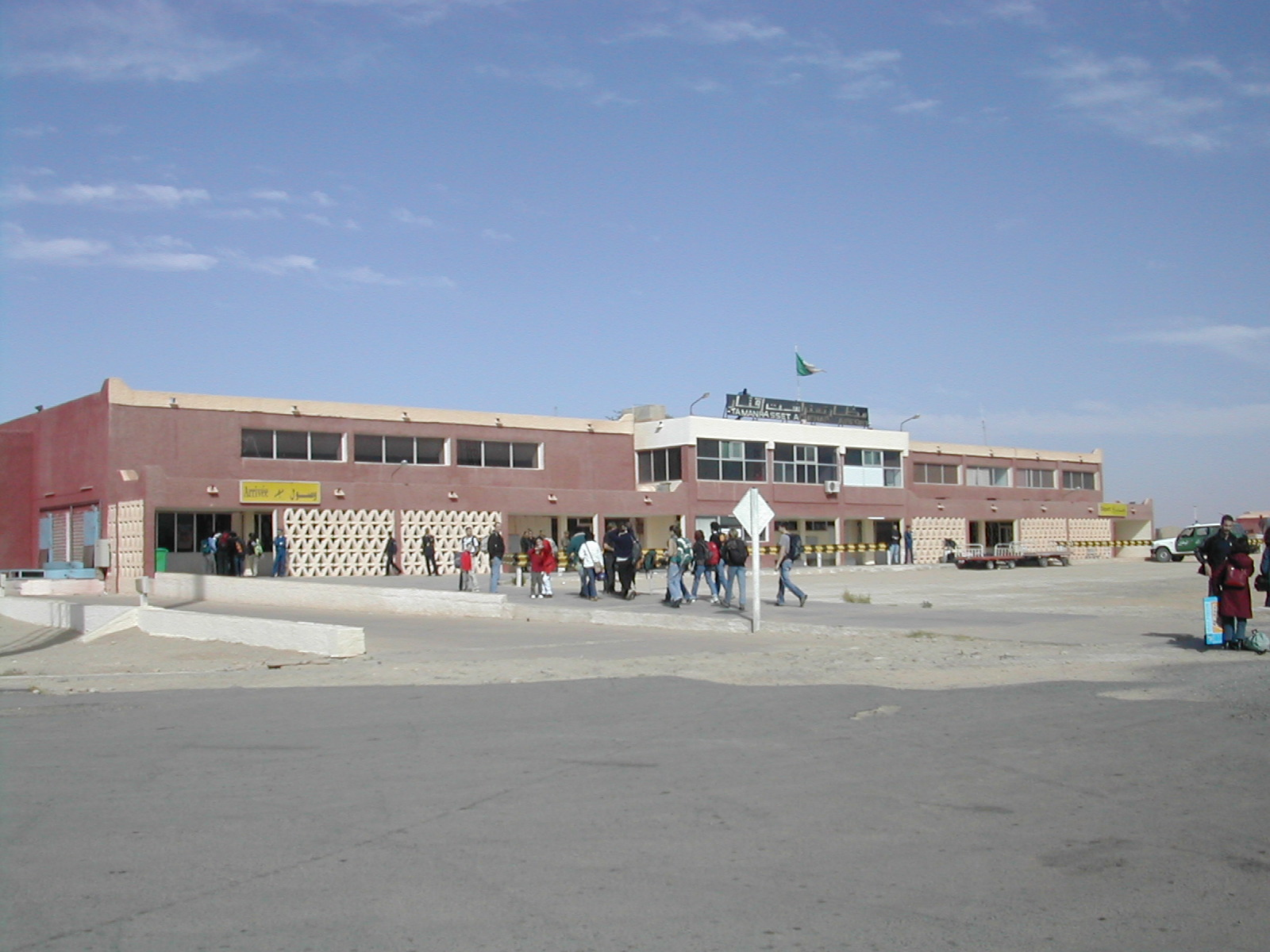
Flughafen Tamanrasset

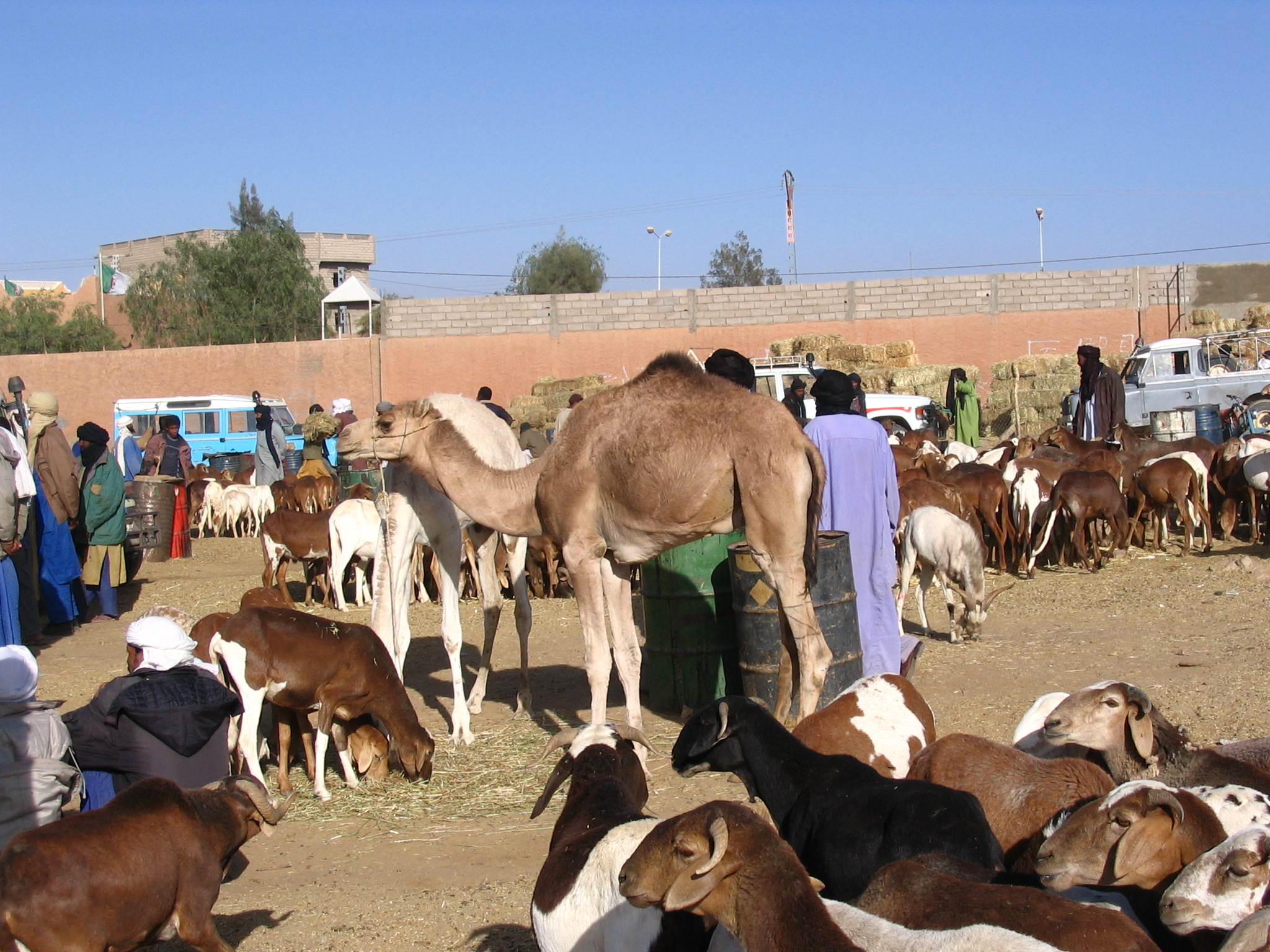
Viehmarkt in Tamanrasset

Tamanrasset (arabisch تمنراست, DMG Tamanrāssat, Tuareg ⵜⴰⵎⴰⵏⵖⴰⵙⴻⵜ Tamanɣaset, umgangssprachlich Tam) ist die größte Oase im Süden Algeriens und als Kommune mit rund 93.000 Einwohnern Hauptstadt der Provinz Tamanrasset.

## Ortslage, zugehörige Ortschaften, Bevölkerung
Tamanrasset liegt auf etwa 1400 Meter Höhe am Rande des Ahaggargebirges.
Die Kommune besteht neben dem Hauptort Tamanrasset noch aus den Ortschaften Amsel, Oukou, Tit, Assekrem, Tahifet, Tarhenanet, Tagmart, Talan Teidit, Efak, Ihelfène, Taghahaouhaout, In Dalag und Izernène.
Die Tuareg bilden die größte Bevölkerungsgruppe. Diese wohnen bis heute noch verstreut, während das Geschäftsleben in der Stadt weitgehend von zugewanderten Arabern und Mozabiten aus dem Norden geprägt wird.

## Geschichte
Die Oase Tamanrasset diente schon vor Eintreffen der ersten Europäer als Karawanenstützpunkt. Um 1885 ließen die durch diese Region ziehenden Tuareg von Haratin, die sie für diese Arbeit herholten, Gärten anlegen. Daraus entstand eine permanente Siedlung, die 1910 bereits 40 gemauerte Häuser zählte.
In der französischen Kolonialzeit wurde 1919 eine Einheit französischer Kamelreiter von Fort Motylinski, benannt nach Adolphe de Calassanti Motylinski, dem Erforscher der Berbersprachen, nach Tamanrasset verlegt. Dort errichteten die Soldaten ein Fort, das sie zu Ehren eines Generals der französischen Kolonialtruppen in Nordafrika Fort Laperrine nannten. Diesen Namen trug auch die um das Fort gelegene, stetig wachsende Siedlung bis zur algerischen Unabhängigkeit 1962. In diesem Jahr zählte Tamanrasset bereits geschätzt 3000 Einwohner.
Als 1974 die Provinz Tamanrasset (Wilāyat Tamanrāsat) geschaffen wurde, wurde die namengebende Stadt Provinzhauptstadt. Bis 1978 wurde die 1000 km lange Straße durch das Ahaggar, die Tamanrasset mit den nördlich gelegenen Landesteilen Algeriens verbindet, asphaltiert. Seither ist Tamanrasset gut erreichbar.
Nach Medienberichten ist Tamanrasset „eines der wichtigsten Verteilerzentren für Migranten auf dem Weg nach Europa“.

## Verkehr und Infrastruktur
Tamanrasset ist heute ein wichtiges Logistikzentrum für den Transsaharaverkehr zwischen Algerien und Niger. Die Stadt liegt an der Transsahararoute Algier–In Salah–Tamanrasset–Agadez, einem Teil des Algier-Lagos-Highway, der zu den Trans-African Highways gehört.
In der Stadt gibt es ein Hospital, eine Universität und den Flughafen Tamanrasset.
In Tamanrasset befindet sich das Hauptquartier der Militärregion Sahara des algerischen Heeres.

## Wirtschaft und Tourismus
Die Stadt verfügt über Kleinindustrie. Der Sahara-Tourismus ist für die Stadt von großer Bedeutung. Sie ist beliebter Ausgangspunkt für Exkursionen ins benachbarte Ahaggargebirge.

## Klima
Aufgrund der Höhenlage hat die Oase ein für die Sahara relativ gemäßigtes Klima. Die durchschnittliche Jahresniederschlagsmenge beträgt 46 mm (also mehr als in anderen Wüstenstädten wie In Salah), verteilt auf 16 Regentage. Die durchschnittliche Höchsttemperatur beträgt 28,5 °C, die durchschnittliche Tiefsttemperatur 14 °C.
|                       | Jan  | Feb  | Mär  | Apr  | Mai  | Jun  | Jul  | Aug  | Sep  | Okt  | Nov  | Dez  |   |      |
| Mittl. Tagesmax. (°C) | 19,8 | 22,3 | 25,4 | 29,5 | 32,8 | 35,2 | 34,9 | 34,3 | 32,7 | 29,5 | 25,2 | 20,9 | ⌀ | 28,6 |
| Mittl. Tagesmin. (°C) | 4,2  | 5,5  | 9,6  | 13,7 | 17,7 | 21,3 | 21,7 | 21,2 | 19,6 | 15,5 | 10,9 | 6,2  | ⌀ | 14   |
|                       |      |      |      |      |      |      |      |      |      |      |      |      |   |      |
| Niederschlag (mm)     | 1    | 1    | 0    | 3    | 3    | 7    | 3    | 13   | 12   | 4    | 4    | 3    | Σ | 54   |
|                       |      |      |      |      |      |      |      |      |      |      |      |      |   |      |
| Sonnenstunden (h/d)   | 9,6  | 9,5  | 10,4 | 10,9 | 10,6 | 10,2 | 11,5 | 10,7 | 9,6  | 10,0 | 9,4  | 8,6  | ⌀ | 10,1 |
|                       |      |      |      |      |      |      |      |      |      |      |      |      |   |      |
| Regentage (d)         | 0    | 0    | 0    | 0    | 1    | 0    | 0    | 1    | 1    | 0    | 0    | 0    | Σ | 3    |
|                       |      |      |      |      |      |      |      |      |      |      |      |      |   |      |
| Luftfeuchtigkeit (%)  | 27   | 27   | 23   | 24   | 25   | 22   | 20   | 24   | 26   | 30   | 31   | 30   | ⌀ | 25,7 |

| 4,2 |

| 5,5 |

| 9,6 |

| 13,7 |

| 17,7 |

| 21,3 |

| 21,7 |

| 21,2 |

| 19,6 |

| 15,5 |

| 10,9 |

| 6,2 |

| 4,2 |

| 5,5 |

| 9,6 |

| 13,7 |

| 17,7 |

| 21,3 |

| 21,7 |

| 21,2 |

| 19,6 |

| 15,5 |

| 10,9 |

| 6,2 |